# ガスパール・ファン・ウィッテル

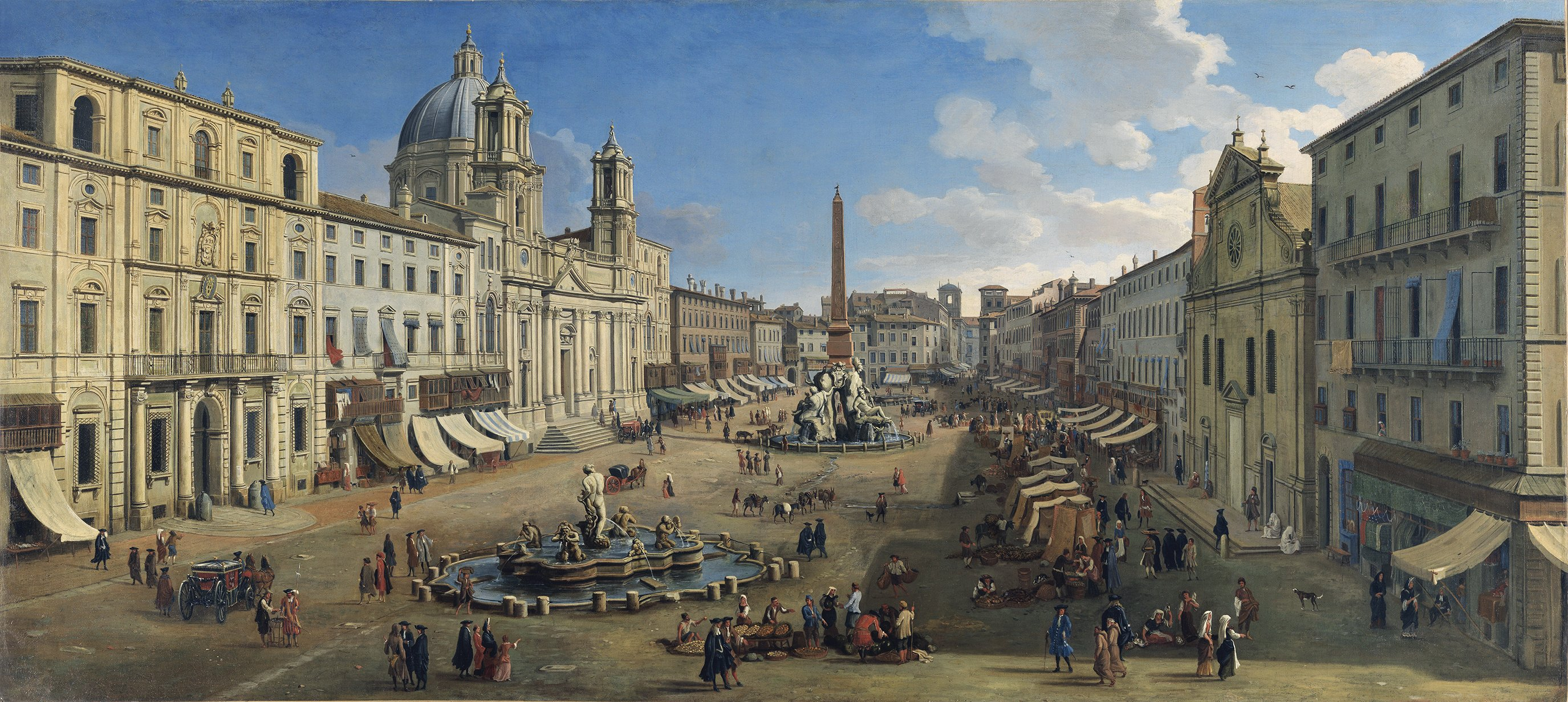
Piazza Navona(1699

ガスパール・ファン・ウィッテル（Caspar van Wittel もしくは Gaspar van Wittel、1652年または1653年 - 1736年9月13日）は、オランダの画家。イタリアではガスパーレ・バンビテッリGaspare Vanvitelliあるいはガスパーロ・デリ・オッキアーリ Gasparo degli Occhialiとして知られている。
ローマで長らくキャリアを積んだ。彼はヴェドゥータとして知られる風景画のジャンルの発展に中心的な役割を果たした。

## 生涯
ファン・ウィッテルは父が手押し車製作職人であるカソリックの家庭に生まれた。彼は現在のユトレヒト州アメルスフォールトで最初の4から5年間はおそらくはトーマス・ヤンス・ファン・フェーネンダール(Thomas Jansz van Veenendaal)のもとで絵の修業したと思われ、その後の7年間はマティアス・ウィトゥース(Matthias Withoos)の下で学んだ。
災難の年(Rampjaarと1672年をオランダでは言う)のアメルスフォールトへのフランスの侵攻と占領を逃れて行ったフォールンで1672年の描いた作品が彼の最初の大きな仕事であった。 その後にアメルスフォールトに戻りそこで1674年まで活動し、次いでウィトゥースのの工房の兄弟弟子であった友人のスタフェルデン(Jacob van Staverden)とイタリアに向かった。
親方であったウィトゥースもそうであったが、ローマのオランダやフランドル出身の画家達のグループ、「Bentvueghels」のメンバーとして活動した。そこでの彼のニックネームは「松明」(Piktoors)もしくは「アメルスフォールトの松明=燭台」であつた。また彼は、「Gasparo dagli Occhiali」とも呼ばれていた。ローマでは、フランドルの画家、アブラハム・ヘヌルス(Abraham Genoels)とともに働き、弟子になった。他に一緒にローマで活動した画家としてヘンドリック・フランス・ファン・リント(Hendrik Frans van Lint)がいる。ヘンドリック・フランス・ファン・リントは18世紀前半の都市景観画の代表的画家の一人になる。
1697年、ファン・ウィッテルはアンナ・ロレンツァーニと結婚、1700年に第一子ルイージが滞在中のナポリで生まれた。ルイージ(Luigi Vanvitelli: 1700-1773), は後に高名な建築家となり、一家のイタリアでの名前、バンビテッリ(Vanvitelli)を名乗った。1702年には次男が生まれた。
ファン・ウィッテルは1674年以降はイタリアで過ごし、1736年に死去した。ファンィッテルはほぼローマにいたのだが、1694年と1710年の間にフィレンツェ、ボローニャ、フェラーラ、ベネツィア、ミラノ、ピアチェンツァ、ウルビーノ、ナポリに行き作品を残した。1711年にはアカデミア・ディ・サン・ルカに加入した。彼の最期の作品は1730年のものである。

## 作品

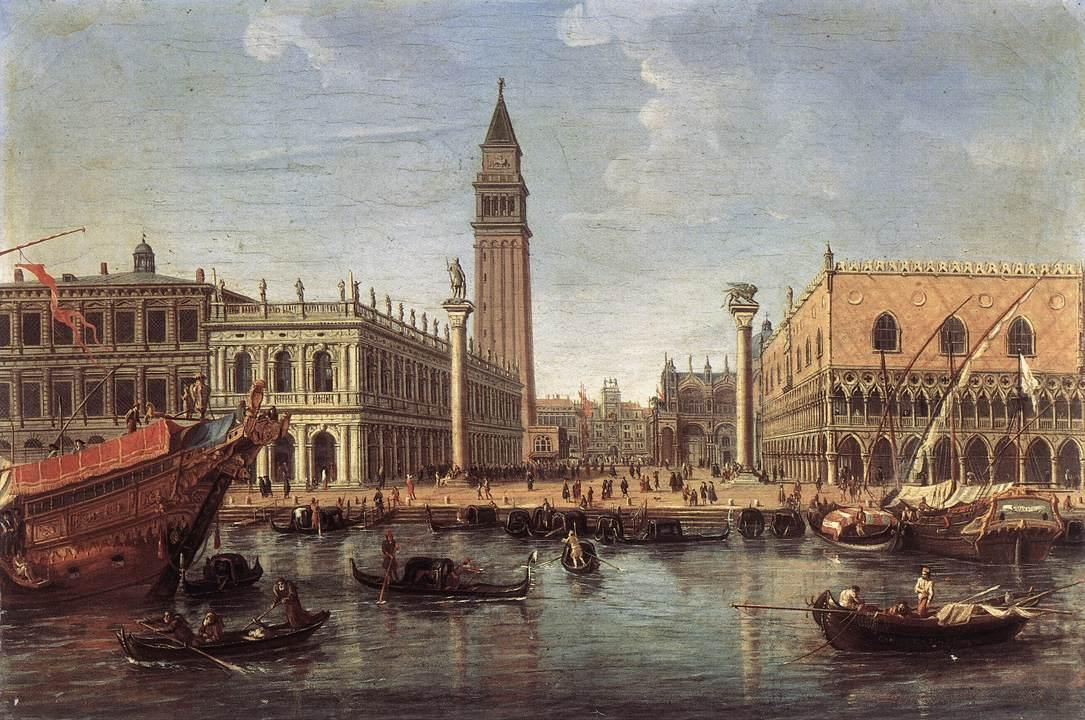
ファン・ウィッテル作「サンマルコ湾からのピアツェッタの眺め」

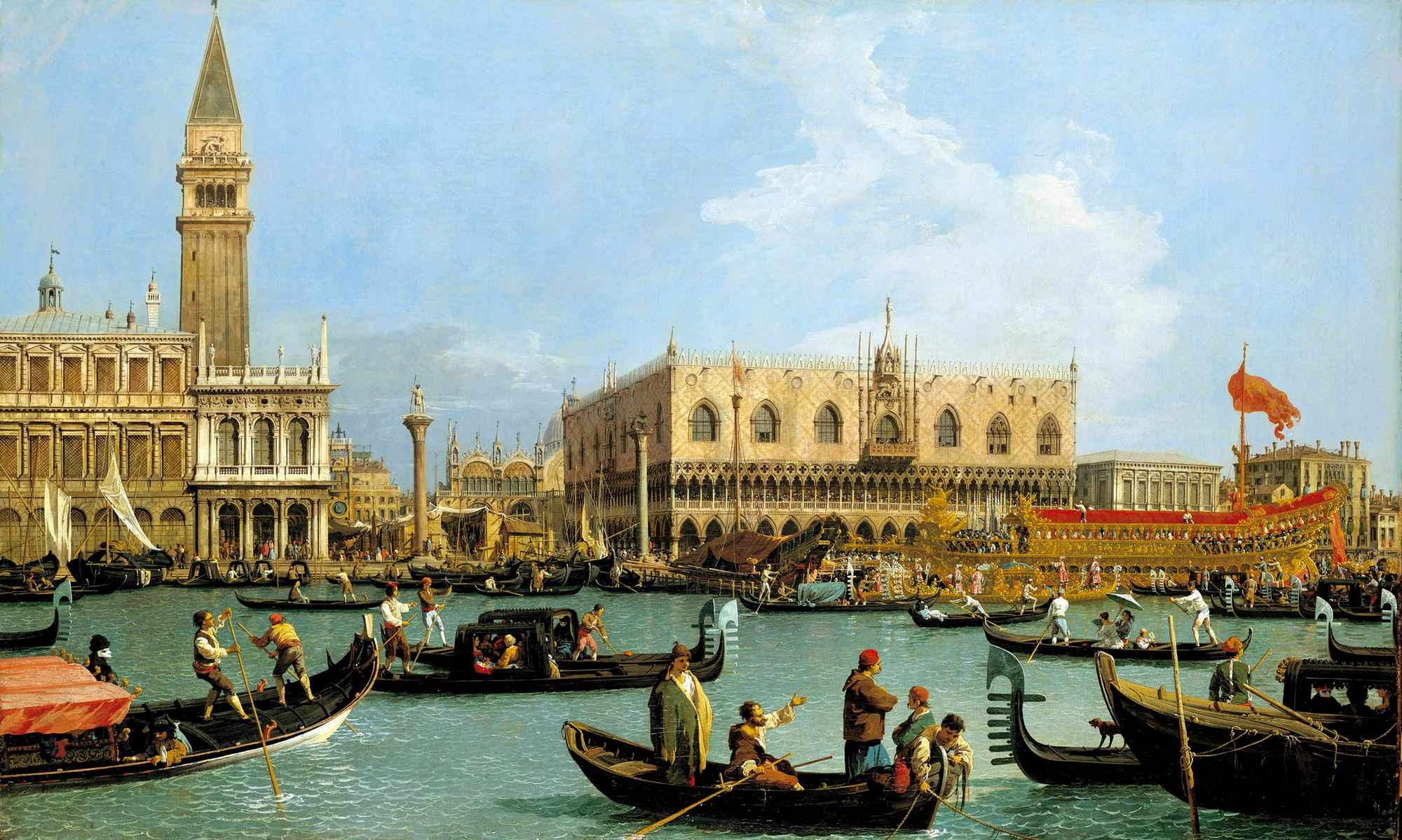
カナレット作「サンマルコ湾からの眺め」

彼の作品は、1660年代にローマの一連の都市景観図を作成したフランドルのリーベン・クルイル(Lieven Cruyl)の影響を受けている。ファン・ウィッテルはまた、主要なイタリアのヴェドゥータの画家であるベネツィアの画家カナレットに影響を与えたと目されている。ファン・ウィッテルは1697年ころベネツィアを訪れてその間にいくつかの風景画を残しているのだが、その描いたベネツィアの風景の輪郭やアングルはカナレットに大きな刺激と影響を与えた。その一例は、「サンマルコ湾からのピアツェッタの眺め」(ローマ、ドリア・パンフィーリ美術館蔵)に示されている。
ファン・ウィッテルが最初にローマに到着した時に、ローマ・ペルージャ間のテベレ川航行改修のためにオランダの水路技術者でもあるコルネリス・マイヤー(Cornelis Meyer)がデザインしたものを素描した絵を50枚描き上げた。彼の最初のヴェドゥータもマイヤーとの協力によるものであり、マイヤーは広範囲のローマの景観を把握するにあたりファン・ウィッテルが描いたものを使用した。1680年代からファン・ウィッテルはテンペラ画や油絵を使うようになった。彼のヴェドゥータはその10年後に様式を確立することになる。彼は、それまでのローマの伝統や他のローマの流派のやり方をひきずっていたオランダ人のイタリア在留画家のやり方の水準を突き抜けるものであった。イタリア在留オランダ人画家たちは広大な風景の中に建物を描き出すスタイルなのだが、ファン・ウィッテルは、距離のある所から大きな建物自体を描き出すというやりかたであった。おそらくは暗視箱カメラ・オブスクーラを使用して描いたのだろうと想われる。1690年代にはこの方式によって描いており、イタリアへの「グランド・ツアー」の旅行者にはたいそうな人気を博した。その中の一人は初代レスター伯爵トマス・クックでノーフォークのホウカム・ホールを建てたトマス・クックは1715～1716年の彼のグランドツアーの際にファン・ウィッテルのヴェドゥータを少なくとも7枚購入した。